# 4353 Onizaki
4353 Onizaki è un asteroide della fascia principale. Scoperto nel 1989, presenta un'orbita caratterizzata da un semiasse maggiore pari a 2,3458585 UA e da un'eccentricità di 0,1087250, inclinata di 9,00184° rispetto all'eclittica.